# Masakazu Ito
Masakazu Ito (Japón, 12 de junio de 1988) es un ciclista japonés.

## Palmarés
2008
- 2 etapas del Tour de Indonesia[2][3]

2012
- 1 etapa Tour de Singkarak[4]